# Sentiero naturalistico Antonio Curò
Il sentiero naturalistico Antonio Curò è un percorso escursionistico che si sviluppa sulle Alpi Orobie orientali, che collega il rifugio Curò al passo del Vivione con un tracciato lungo circa 22 km, in un ambiente molto interessante dal punto di vista paesaggistico e naturalistico. Fu realizzato negli anni '80 dal CAI di Bergamo, che lo intitolò al suo primo storico presidente, l'ingegnere Antonio Curò.

## Storia
Nel 1984 la Commissione per la Protezione della Natura Alpina del CAI di Bergamo avanzò la proposta di realizzare un collegamento in quota tra il rifugio Curò e il passo del Vivione, che fu subito accolta con entusiasmo dalle sottosezioni locali. Negli anni successivi si iniziò quindi il ripristino di vecchi tracciati ormai in stato di abbandono, tra cui una vecchia mulattiera militare costruita durante la Grande Guerra tra il passo del Vivione e il passo di Belviso, e si misero in sicurezza i tratti più esposti. Nel 1985 venne inaugurato il rifugio Tagliaferri, che avrebbe svolto l'importante funzione di punto di appoggio a circa metà sentiero, e nel 1987 si giunse alla conclusione dell'itinerario, che venne intitolato ad Antonio Curò, primo presidente del CAI di Bergamo. Il sentiero ha da sempre richiesto un impegno particolare per la manutenzione, in quanto molto soggetto a degrado.

## Percorso

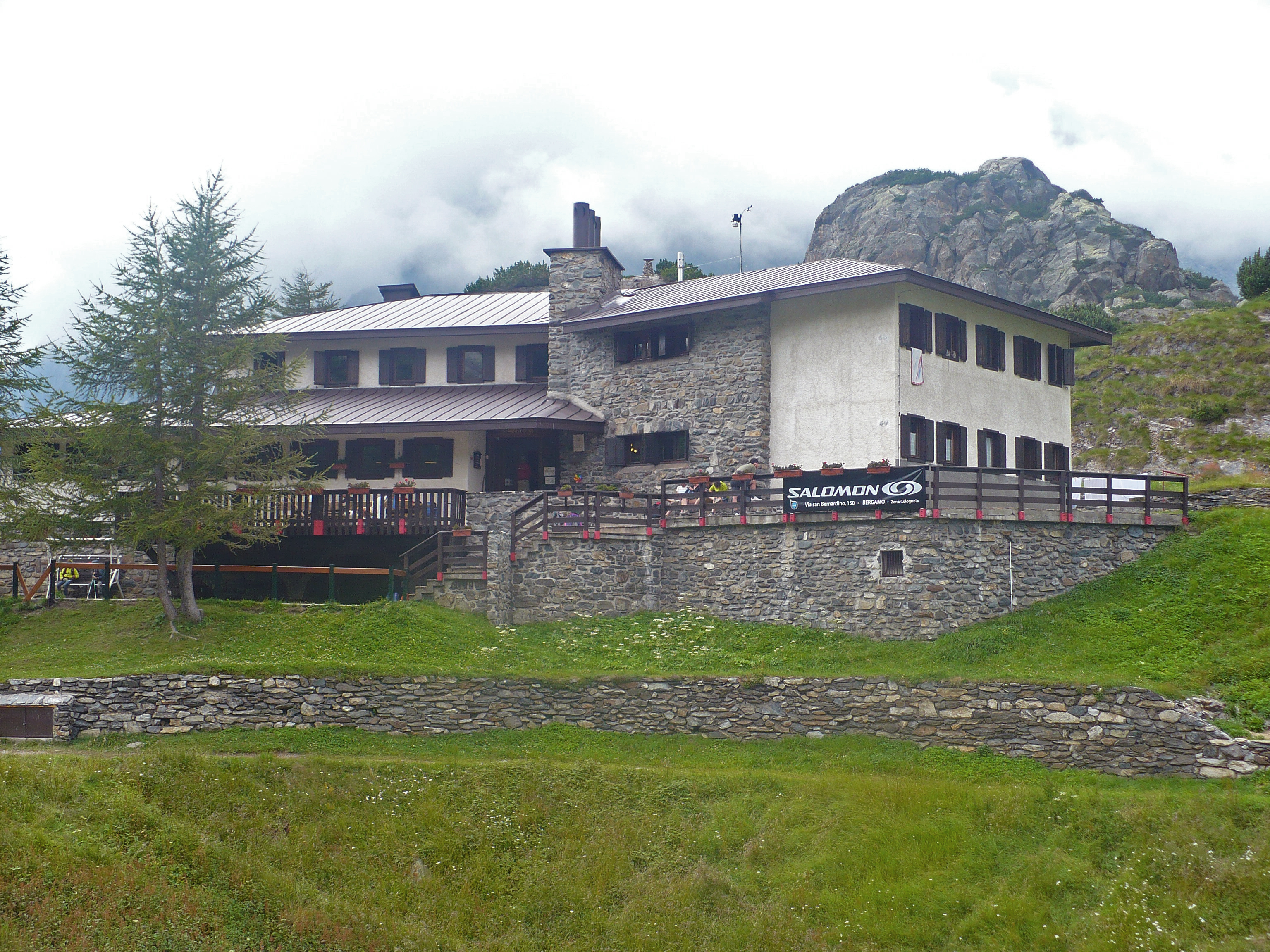
Il rifugio Curò, partenza dell'itinerario

Il sentiero inizia dal rifugio Antonio Curò, in val Seriana, passa attraverso val Cerviera e valle del Gleno, raggiunge il rifugio Tagliaferri, segue un tratto di cresta per giungere al passo del Venerocolo e, dopo aver oltrepassato il passo del Gatto, scende al passo del Vivione, in val di Scalve, restando quasi sempre oltre i 2000 metri di altitudine. Il percorso, che richiede circa 8.30 ore di cammino complessive, viene diviso in genere in due tappe, che possono essere percorse in due giorni pernottando al rifugio Tagliaferri, oppure in giornata. In questo ultimo caso bisogna però considerare che il rifugio Curò non è raggiungibile in auto, ma richiede 2.30 ore di cammino e 1000 metri di dislivello da superare dal paese di Valbondione, quindi la tempistica totale aumenta. Volendo prolungare ulteriormente il sentiero, sono possibili diverse interessanti varianti per raggiungere i numerosi laghi e le panoramicissime vette della zona.

### Tappa I: rifugio Curò - rifugio Tagliaferri
Sentiero CAI 321: lunghezza circa 8.5 km, tempistica 4.30 ore, dislivello +800 m, difficoltà EE.

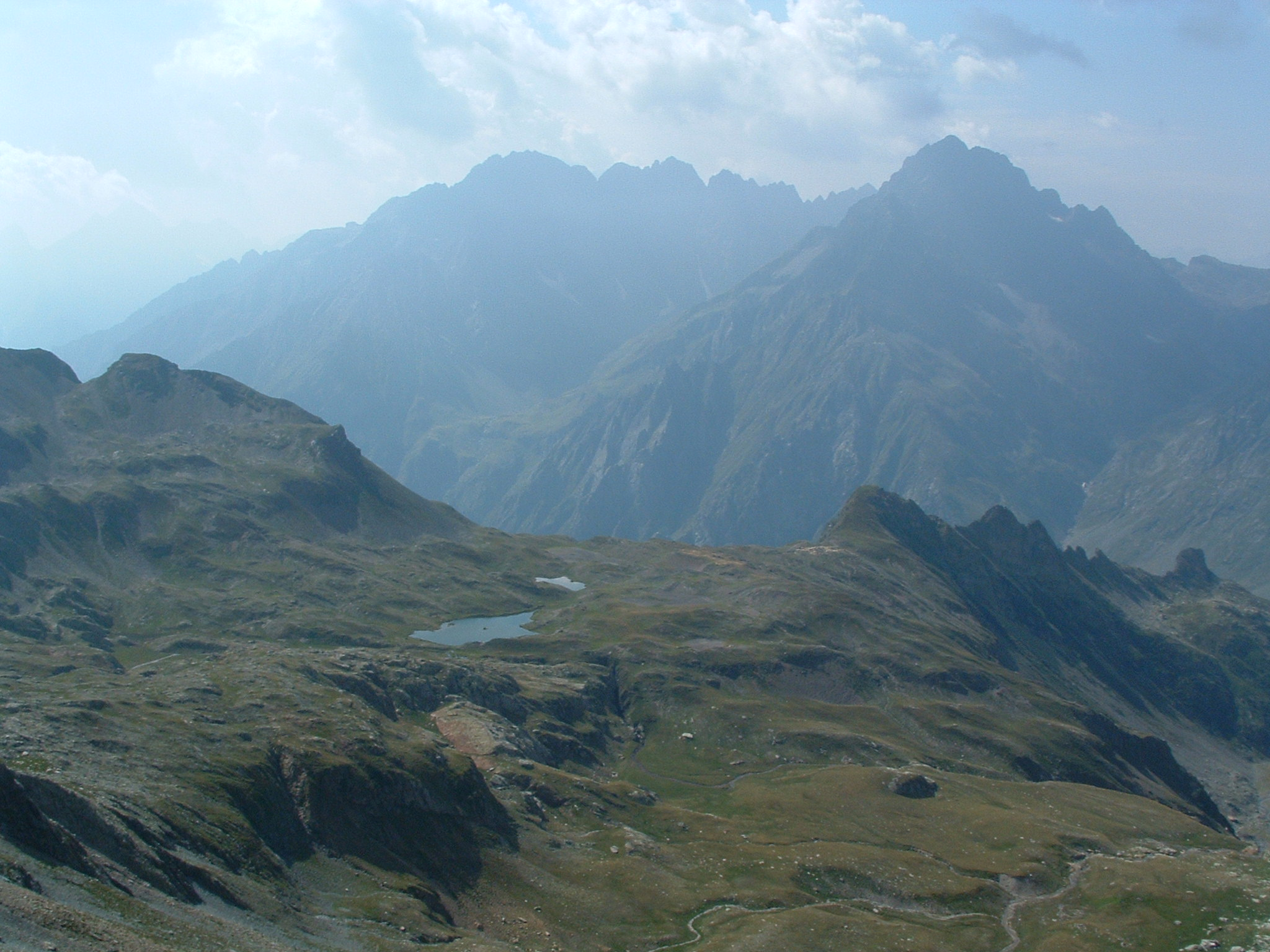
Panorama durante la risalita della val Cerviera. Si vedono i laghi della Cerviera e, sullo sfondo, pizzo Redorta e pizzo Coca

Dal rifugio Antonio Curò (1915 m) si costeggia a sud il lago del Barbellino fino a giungere alla cascata che scarica le acque provenienti dalla valle della Cerviera. Qui si prende a destra risalendo detta valle, costeggiando il torrente e poi aggirando sulla sinistra un salto di roccia. Si giunge ad un pianoro, dove si trova il bivio (2234 m) che a destra conduce ai laghi della Cerviera, che possono costituire un'interessante deviazione, in quanto ci si può riallacciare al sentiero più in alto.

Il percorso principale si cimenta invece in salita verso sinistra, salendo in valle del Corno. Si ignora la deviazione che sulla sinistra conduce al pizzo Recastello (2886 m, è raggiungibile con un itinerario che nella parte finale presenta un ripido canalino attrezzato, con difficoltà F), continuando verso est fino ad arrivare allo spartiacque con la val Bondione. Si scende brevemente in quest'ultima, per risalire subito all'ormai vicino passo Bondione (2680 m), punto più elevato di tutto il percorso. Qui è possibile effettuare una deviazione per raggiungere in circa 30 minuti la vetta del pizzo dei Tre Confini (2824 m), con un sentiero senza particolari difficoltà. 

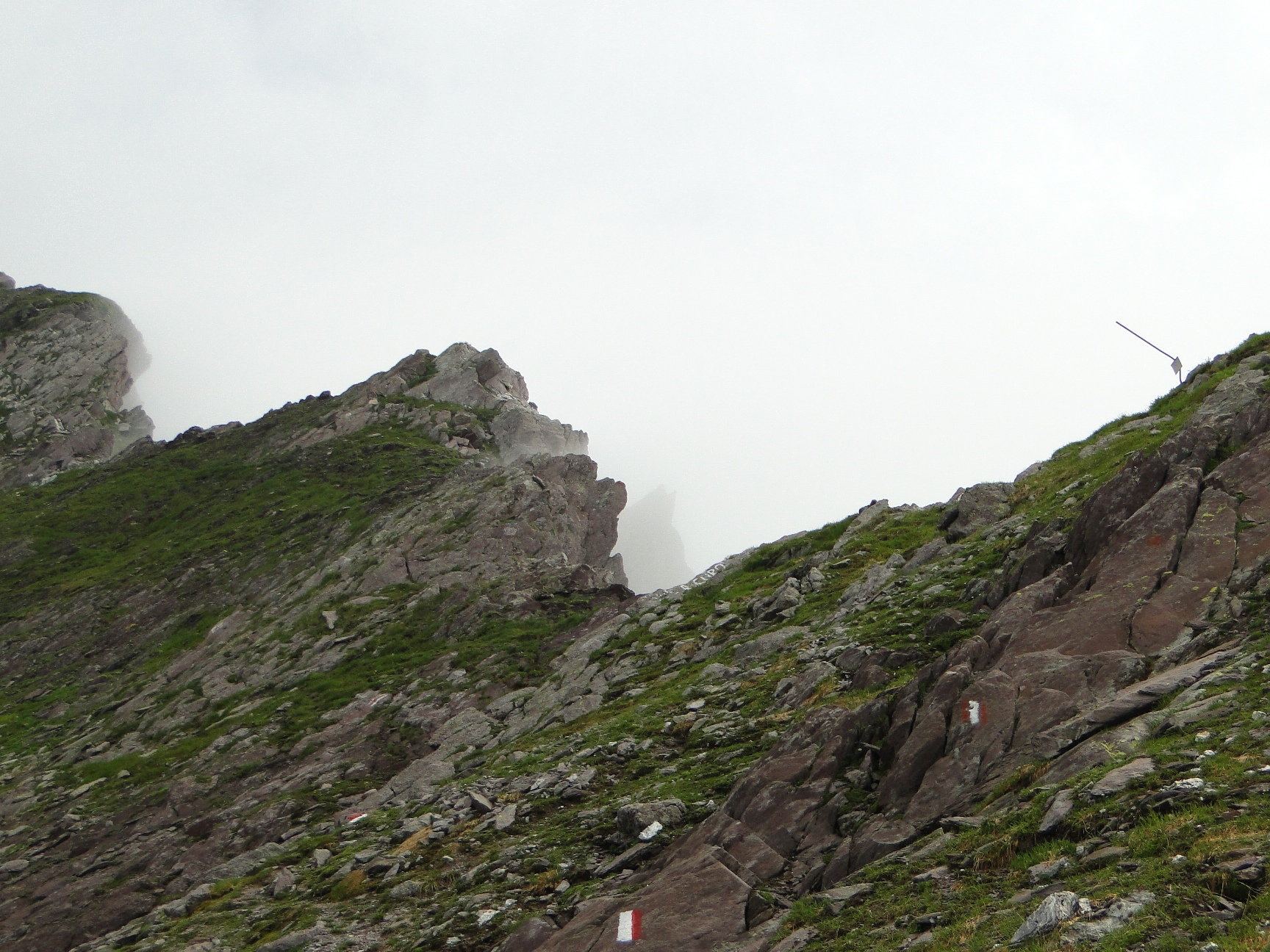
L'intaglio del passo di Bondione

Dal passo Bondione si lascia la val Seriana per scendere in valle del Gleno (tributaria della val di Scalve) con un percorso abbastanza ripido, che supera qualche salto di roccia con l'aiuto di catene fisse. Si risale poi brevemente fino al passo di Belviso (2518 m), da dove è possibile ammirare la valle e il lago di Belviso. Volendo fare un'ulteriore deviazione, prima del passo un sentiero molto sdrucciolevole e ripido conduce al passo del Gleno e quindi in cresta fino alla vetta del monte Gleno (2882 m). La risalita è piuttosto scomoda per via della pendenza e dei continui smottamenti.

Il sentiero principale dal passo di Belviso scende per un tratto in territorio valtellinese per poi tornare in quello bergamasco e, dopo un breve tratto a saliscendi, conduce al rifugio Nani Tagliaferri (2328 m), posto nei pressi del passo di Venano.

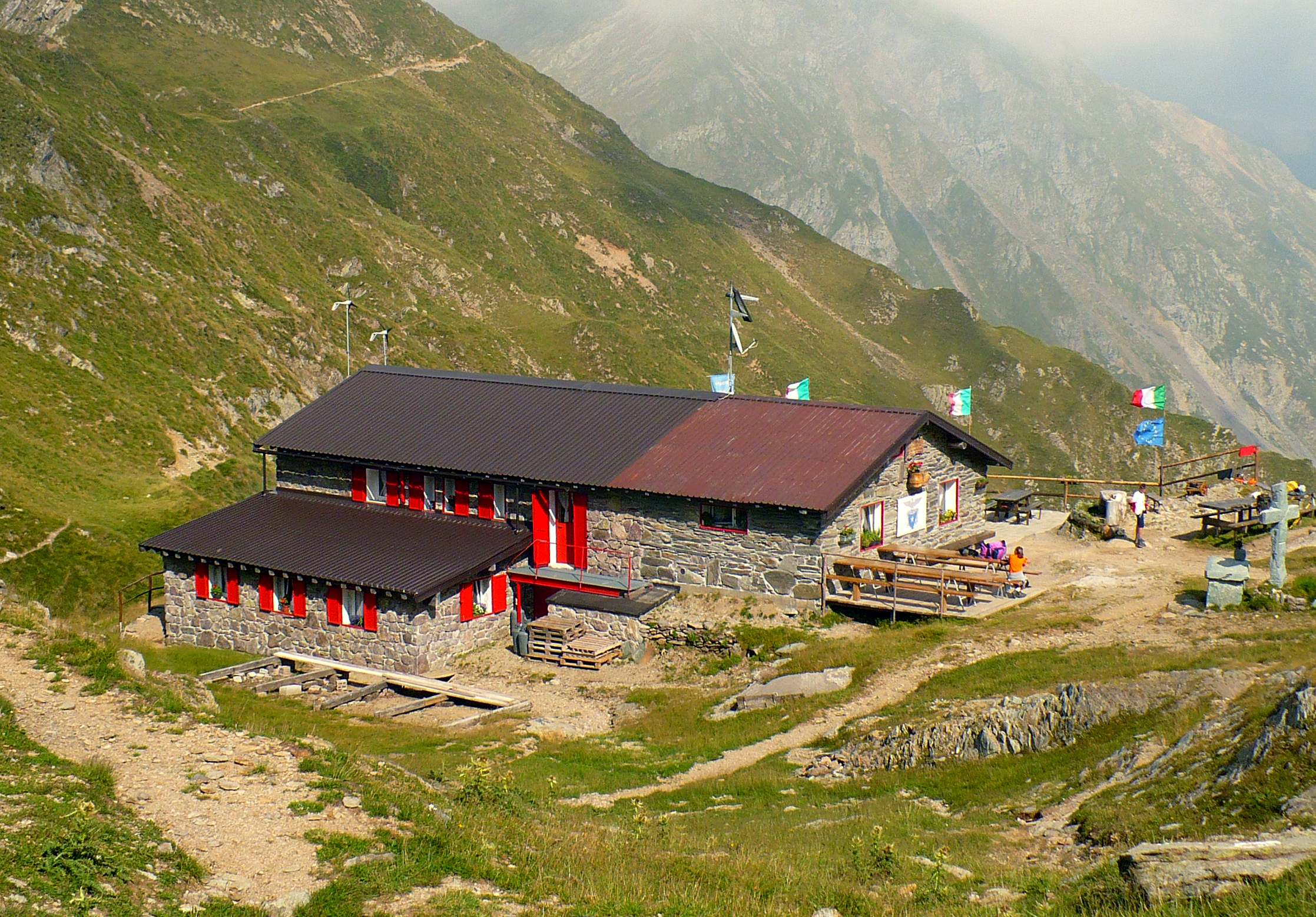
Il rifugio Nani Tagliaferri

### Tappa II: rifugio Tagliaferri - passo del Vivione
Sentiero CAI 416: lunghezza circa 14 km, tempistica 4 ore, dislivello +600 m, difficoltà EE.

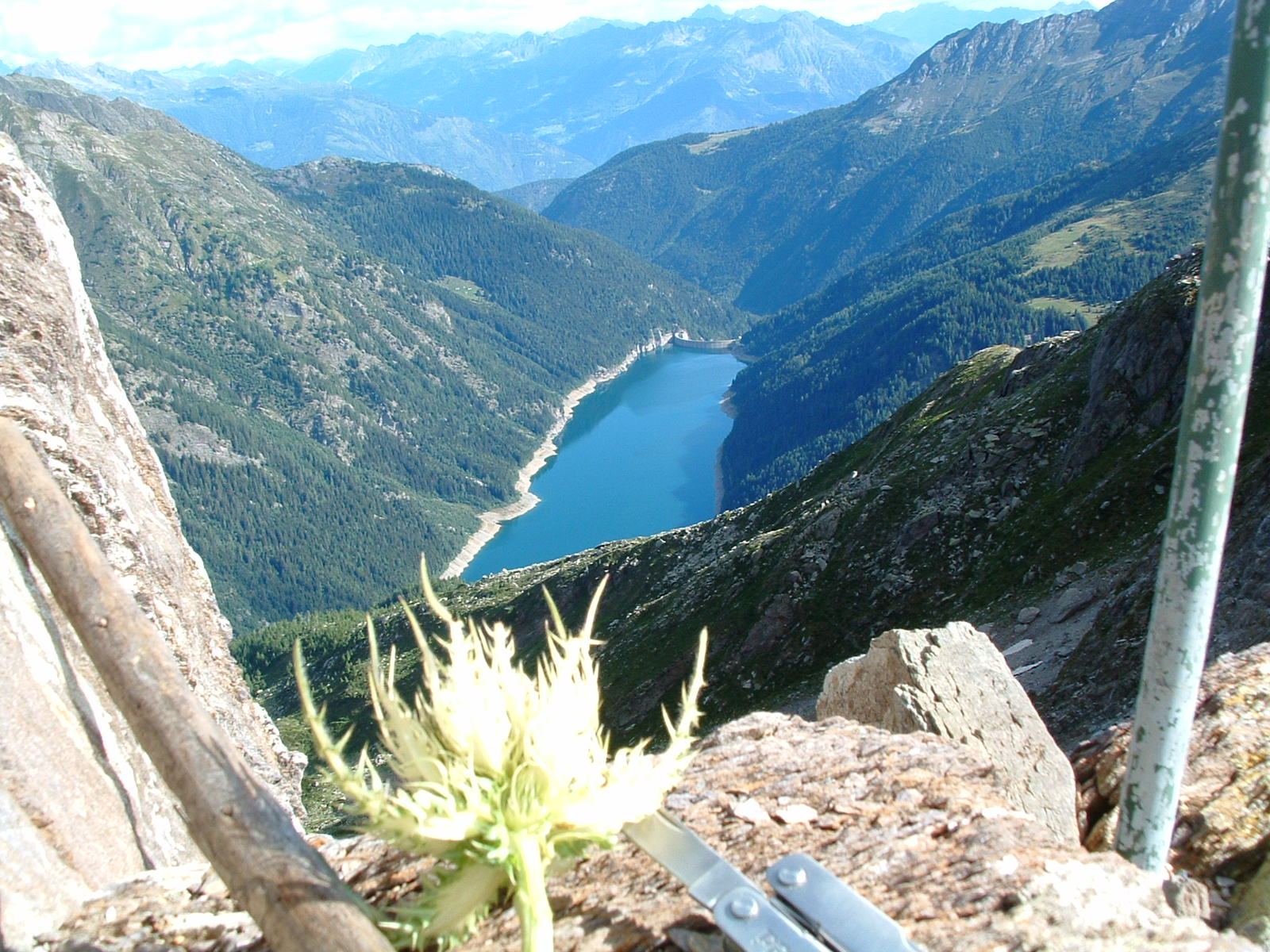
Panorama dal passo del Vo verso il lago di Belviso

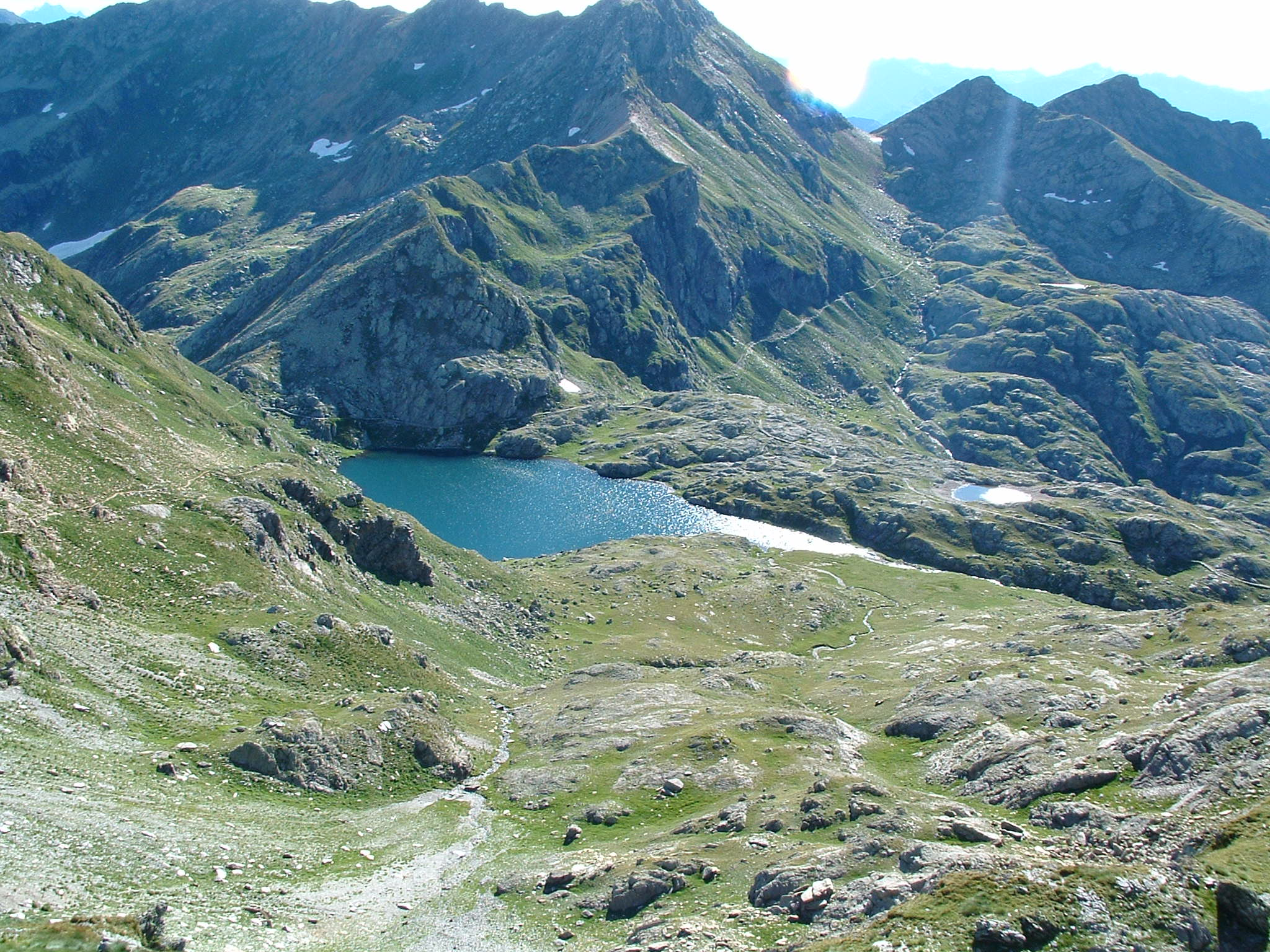
Il lago Superiore del Venerocolo dal sentiero che vi giunge dal passo Demignone

Dal rifugio Tagliaferri (2328 m) si prosegue verso est per il sentiero che conduce in leggera salita al passo del Vo (2368 m), restando sempre appena sotto il filo di cresta. Da qui inizia un tratto abbastanza impegnativo che, dopo aver ignorato il bivio che a sinistra conduce al monte Demignone (2587 m, raggiungibile senza particolari difficoltà in 30 minuti), diviene particolarmente esposto e giunge al passo del Demignone (2485 m) con qualche passaggio attrezzato, quindi scende ai laghi del Venerocolo seguendo un tratto in comune con la Gran Via delle Orobie, tagliando un ripido pendio con l'aiuto di qualche corda fissa. Da qui, con andamento più tranqullo, si costeggia a nord il lago del Venerocolo Superiore (2293 m) e si prosegue lungo la pancia sud-ovest del monte Venerocolo, arrivando ai laghetti di San Carlo (2294 m), dove si può deviare verso nord est verso il passo del Sellerino (2409 m), dal quale si stacca un sentiero piuttosto ripido ed esposto che conduce in vetta al monte Venerocolo (2590 m).

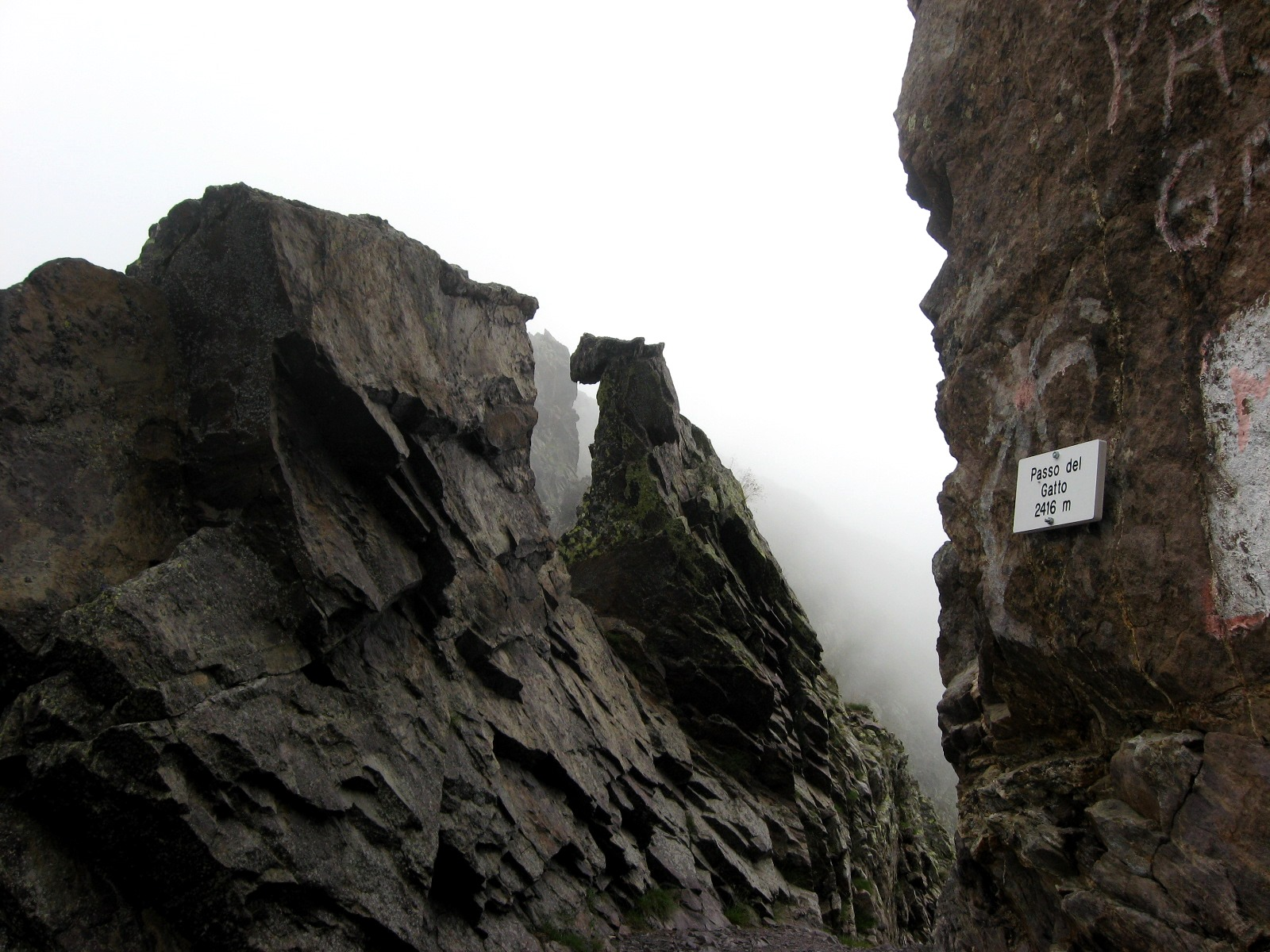
Il passo del Gatto

Il sentiero principale continua invece salendo fino al roccioso passo del Gatto (2415 m), lo attraversa e compie una lunga discesa dal lato opposto, lungo la Costa di Valbona. Ad ampi tornanti si giunge al lago di Valbona (2055 m), lo si costeggia e si prosegue scendendo lungo la Valbona a zig zag, arrivando a lambire la malga Gaffione (1825 m), dalla quale si prende la strada sterrata che arriva pianeggiante al passo del Vivione (1828 m).

### Concatenamenti
Il sentiero naturalistico Antonio Curò può essere considerato una valida alternativa per concludere il Sentiero delle Orobie orientali, che normalmente dal rifugio Curò prosegue a sud verso il rifugio Albani e termina al passo della Presolana.
Presso il passo del Demignone è possibile lasciare questo sentiero per seguire l'ultimo tratto della Gran Via delle Orobie, che prosegue in val Belviso alla volta del passo dell'Aprica.
L'itinerario nella sua interezza è parte del Sentiero Italia.

## Flora e fauna

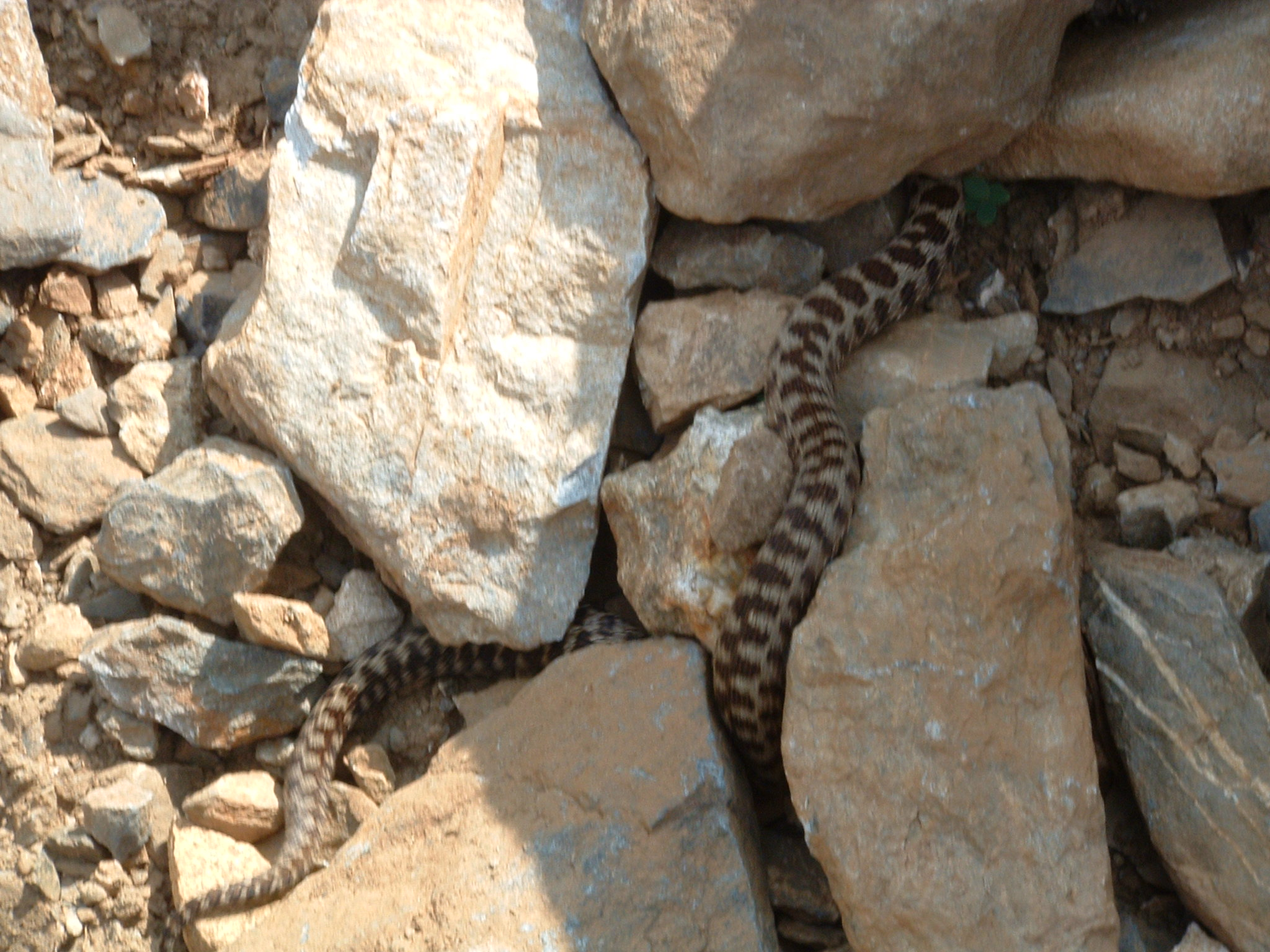
Un marasso avvistato lungo il sentiero

Il sentiero attraversa zone non eccessivamente frequentate, e perciò ricche di fauna: non è raro avvistare stambecchi, camosci, marmotte, vipere o mufloni. Sul territorio cresce inoltre una grande varietà di flora autoctona, tra cui genepì, stelle alpine, genziane, genzianelle, cardi.